# 卡斯甘傑縣
卡斯甘傑縣是印度的一個縣，位於該國北部，由北方邦負責管轄，面積1,993平方公里，識字率為62.3%，2011年人口1,438,156，人口密度為每平方公里722人。

## 外部連結
- Official Website
- District Court of Kanshi Ram Nagar